# Lescar
Lescar är en kommun i departementet Pyrénées-Atlantiques i regionen Nouvelle-Aquitaine i sydvästra Frankrike. Kommunen ligger i kantonen Lescar som tillhör arrondissementet Pau. År 2022 hade Lescar 9 540 invånare.

## Befolkningsutveckling
Antalet invånare i kommunen Lescar
| Referens: INSEE |